# アンドリュー・ウッド・オブ・ラーゴ
サー・アンドリュー・ウッド・オブ・ラーゴ（Sir Andrew Wood of Largo, ? - 1515年）は、スコットランド人の船長。リースで商人をしていたが、スコットランド海軍に加わり、スコットランド海軍卿にまで登りつめた。1495年ころにはナイトに叙された。1488年、反乱軍から逃れるために、ジェームズ3世はフォース湾を渡ったが、これを運んだのはウッドだった可能性がある。
ウッドは、1497年に、ダンバー城の再建工事の監督にあたった。
息子のひとり、ジョン・ウッドは、1570年に暗殺された。アンドリュー・ウッドは、ナイジェル・トランターの歴史小説『The Admiral』では、主人公として取り上げられた。

## 海軍における軍歴
ウッドの軍歴は、ジェームズ3世の治世（1460年-1488年）に私掠船から始まり、ジェームズ4世の治世（1488年-1513年）に大きな出世を遂げた。
1489年の時点で、ウッドは2隻の戦艦「Flower」と「Yellow Carvel」を所有しており、ダンバー近郊の沖合で、イングランド王国の艦船5隻と戦って、これらを拿捕した。これに対してイングランド側は、翌年、スティーヴン・ブル (Stephen Bull) を指揮官に、より大規模な遠征隊を送り込み、フォース湾でウッドの艦船を攻撃した。この海戦は夜間を挟んで二日間に及び、エディンバラの群衆もこれを眺めていた。艦船の数も大砲の数も劣っていたにもかかわらず、ウッズは最終的に勝利を収め、イングランド側の艦船は拿捕された。この海戦の後、ジェームズ4世はウッズをナイトに叙し、捕虜としたイングランド側の水兵の一部を徴用することを許したので、水兵たちは後にラーゴの築城工事に従事させられた。
サー・アンドリューは、ジェームズ4世が建造させた、建造当時キリスト教世界最大の艦船であったキャラック船「グレート・マイケル」の、初代艦長であった。

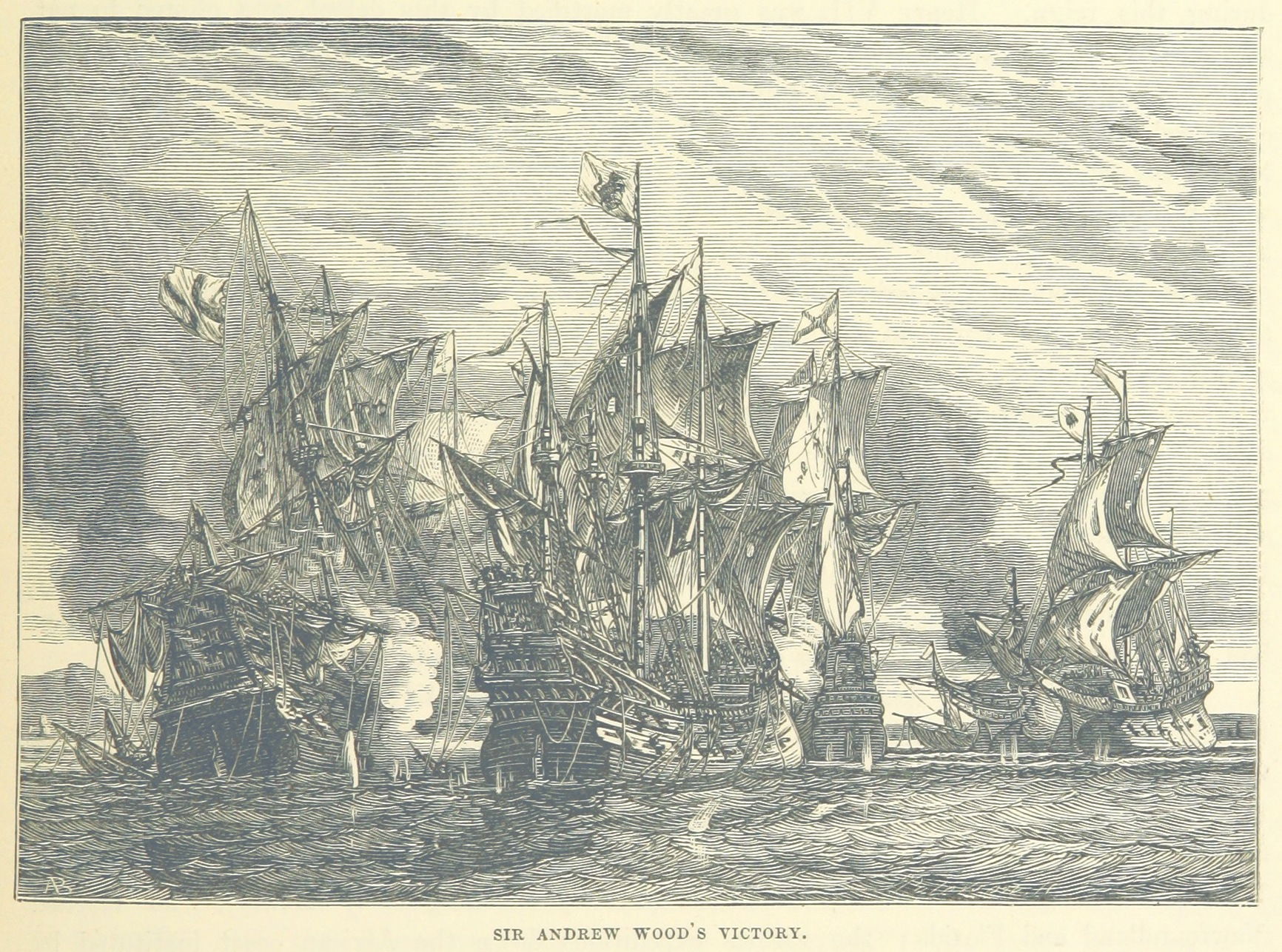
ブルの艦隊を打ち破ったウッズの勝利。
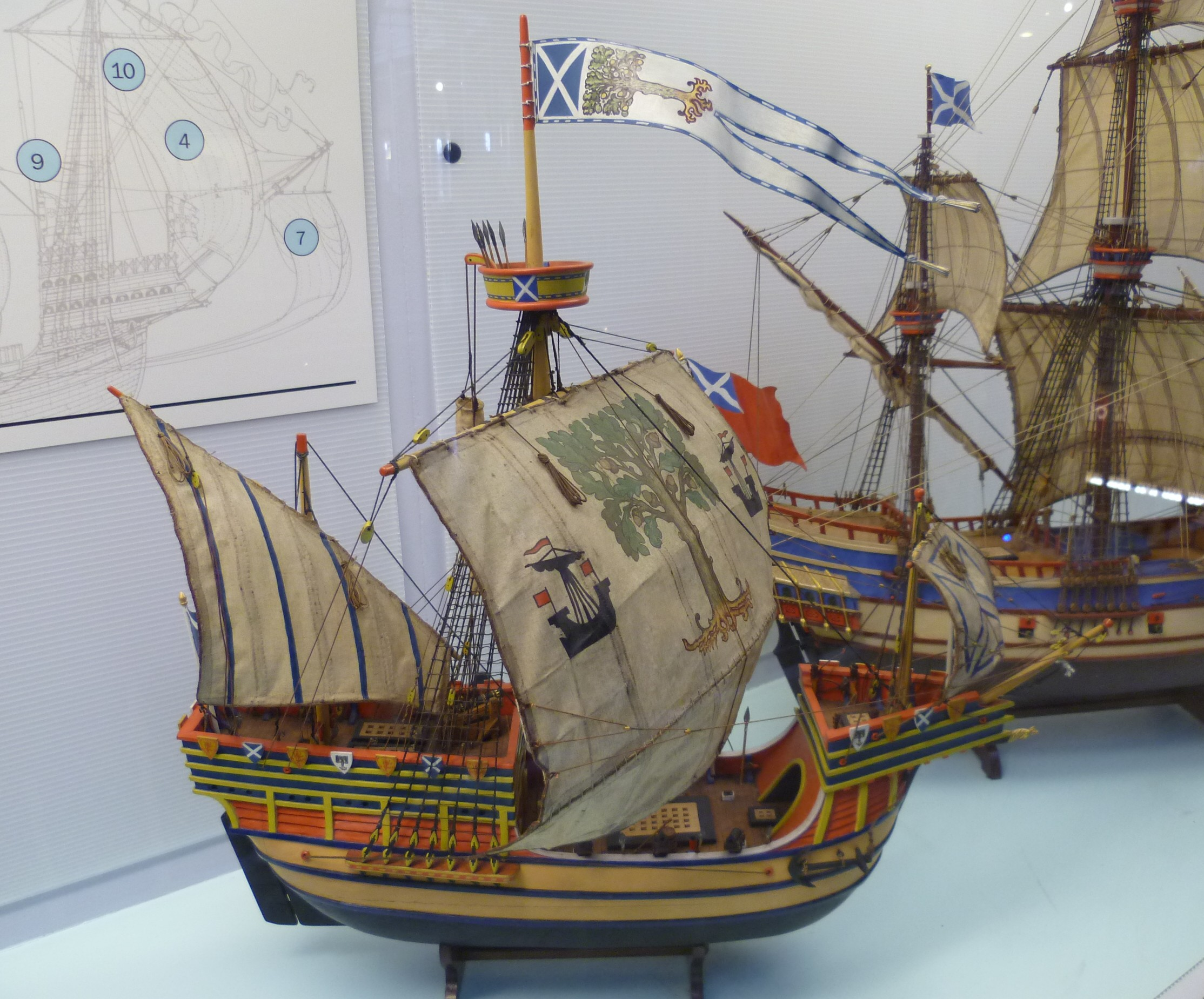
スコットランド博物館に展示されている「Yellow Carvel」の模型。